# 埼玉県市町村職員共済組合
埼玉県市町村職員共済組合（さいたまけんしちょうそんしょくいんきょうさいくみあい）は、地方公務員等共済組合法に基づき設立された埼玉県の市町村職員共済組合。さいたま市浦和区に本部を置く。

## 概要
埼玉県内の63市町村と47の一部事務組合等の合計110団体によって構成され、組合員数は54,323人となっている。

## 沿革
- 1955年1月1日 - 市町村職員共済組合法に基づき埼玉県市町村職員共済組合設立

## 施設
- さいたま共済会館（本部所在地） - さいたま市浦和区岸町7-5-14
- 草津保養所アルペンローゼ - 群馬県吾妻郡草津町草津512-2